# Steve Wynn
Stephen Alan Wynn (New Haven, Connecticut, USA, 1942. január 27. –) szórakoztatóipari fejlesztő, kaszinómogul, műgyűjtő.
Apai ágon zsidó származású, fiatalon a Weinberg nevet Wynnre változtatta. Az 1990-es években tett szert széles körű ismertségre az Egyesült Államokban, amikor beruházásai révén központi szerepet vállalt a Nevada állambeli Las Vegas terjeszkedésében. Milliárdossá 2004-es fejlesztései révén vált, amikor megduplázva addig felhalmozott értékeit 1,3 milliárd dolláros összértékű vagyonnal rendelkezett.

## Életút
Steve Wynn egy New York állam északi részén található elit fiúiskolában, a Manlius Schoolban végezte alapfokú tanulmányait 1959-ig. Édesapja, Michael Weinberg ekkor már sikeres vállalkozást működtetett a szerencsejáték-iparban, az USA keleti részén. Wynn még az előtt elveszítette a szívelégtelenségben legyengült édesapját, hogy diplomát szerzett volna a Pennsylvaniai Egyetem irodalom szakán, 1963-ban. Ezt követően átvette a családra maradt szórakoztatóipari vállalkozást Maryland államban. Sikeres menedzsment-tevékenységgel elegendő tőkére tett szert ahhoz, hogy kisebb részesedést vásároljon a születőben lévő Las Vegas egyik új szállodájában, a New Frontier-ben. 1967-ben így ide költözött feleségével.

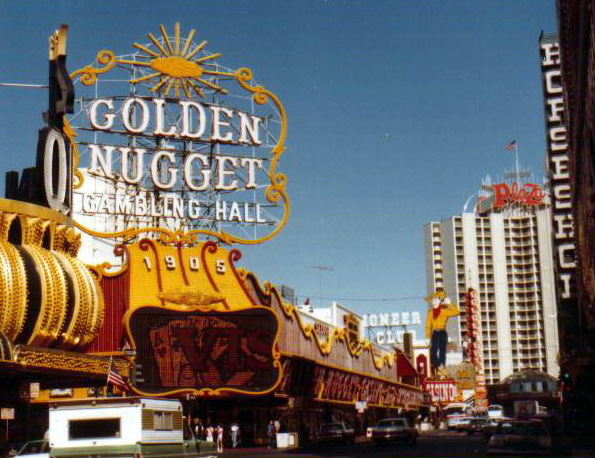
A legendás Golden Nugget kaszinó felvirágoztatása Wynn nevéhez fűződik

Wynn jó érzékkel a város gyorsan fejlődő kerületeiben vásárolt földterületeket, melyeket később az 1970-es évek legnagyobb vegasi szállodakomplexumainak, például a Caesar's Palace építőinek értékesített. További szállodákban (mint a legendás Golden Nuggetben) szerzett saját részesedést, nem csupán Las Vegasban, de a szintén kaszinóvárosnak számító Atlantic Cityben is. A menedzsment átvételével e vállalkozásokat gyors ütemben sikerre vitte.

## A legnagyobb projektek
Steve Wynn neve elsősorban nem befektetései és felvásárlásai révén, hanem önálló projektjeinek köszönhetően vált ismertté. Nevéhez fűződnek Las Vegas legismertebb kaszinószállodái, melyek közül az első a mind méreteiben, mind költségeiben, mind szolgáltatásaiban rekordokat döntő The Mirage volt. Az önálló őserdővel, valamint minivulkánnal körülvett óriási komplexumnak Wynn már az építészeti és berendezési koncepciójában is tevékeny részt vállalt. A beruházáshoz a mogul elsősorban kockázati tőkések támogatását nyerte meg, és a Mirage sikere Las Vegas történetének alapvető részévé vált.

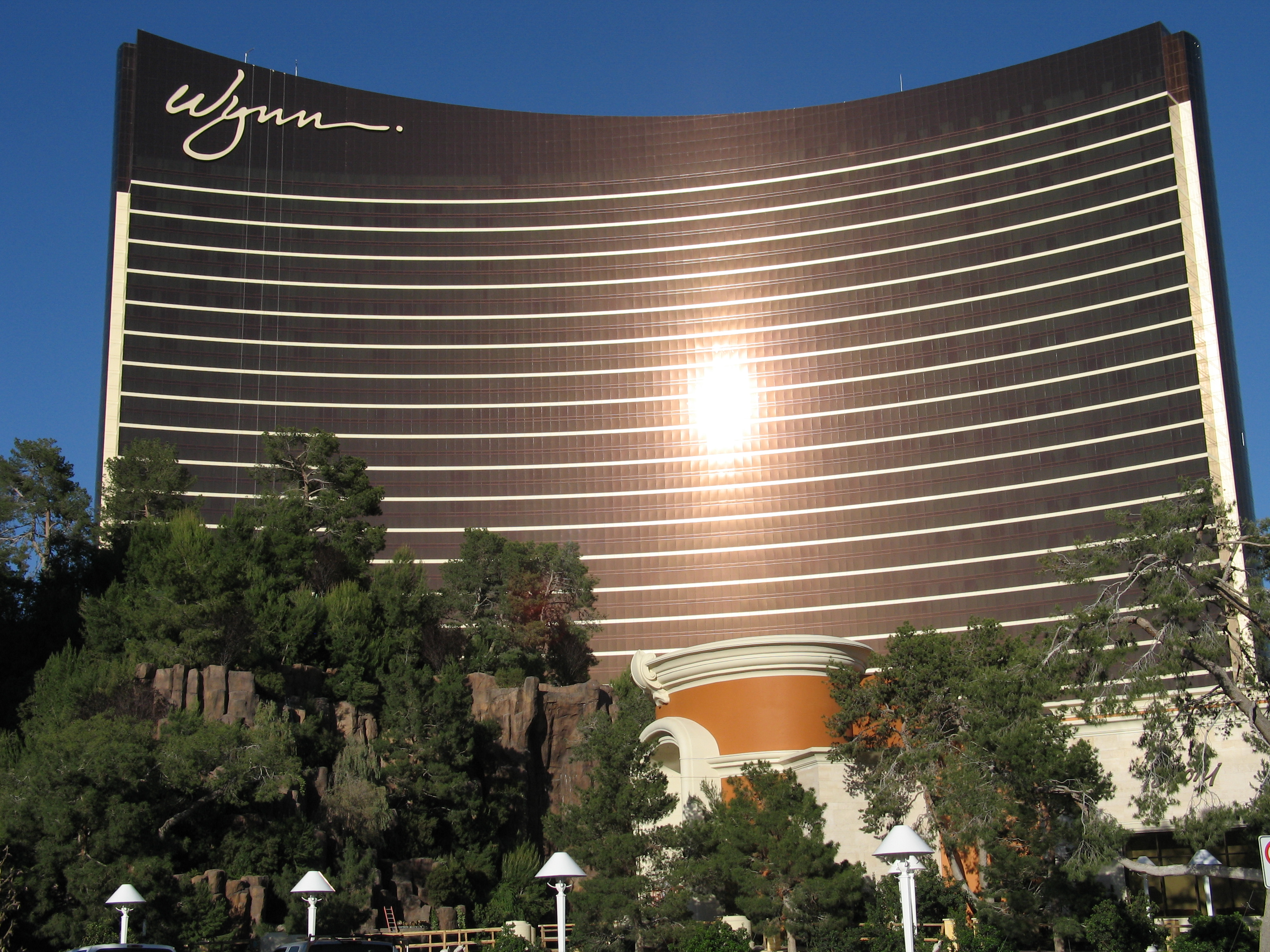
A Wynn Las Vegas kaszinószálloda 2005-ben készült el

A második nagy dobást a Bellagio hotel és kaszinó jelentette, alig néhány száz méterre a Mirage komplexumtól. Az olasz reneszánsz építészetet és dizájnt követő beruházást, mely a kaszinók, szökőkutak, exkluzív divatüzletek és éttermek mellett jelentős műkincseket felvonultató galériákkal is büszkélkedhet, a Mirage-hoz hasonlóan jól ismerhetjük az Ocean's Eleven című hollywoodi moziból is. A Bellagio olyan luxuskivitelt honosított meg Las Vegasban, amely a város többi kaszinója, így a Venetian, a Mandalay Bay vagy a Paris Las Vegas számára is iránymutatóvá vált.
A Mirage 2000-ben az újonnan alakult MGM Mirage megakomplexum részévé vált, s létrejött az MGM Grand óriásszálloda. Wynn az újabb perspektívát egy beruházási, költségráfordítási szempontból minden korábbinál grandiózusabb vállalkozásban, a Wynn Las Vegas kaszinószálloda építésében találta meg. Az új komplexumot 2005 áprilisában adták át a közönségnek. Ezt követően az új kaszinó testvérszállodája is megnyílt a Kínához tartozó, nagy játékhagyományokkal rendelkező Makaón, 2006 szeptemberében (Wynn Macau).

## A Wynn-kollekció
Steve Wynn hobbiként komoly műgyűjtő tevékenységet folytatott a 19-20. századi európai és amerikai képzőművészek, elsősorban festők alkotásaira fókuszálva. A kollekcióban megtalálhatóak többek között Édouard Manet, Andy Warhol, Vincent van Gogh, Paul Cezanne, Pablo Picasso és Paul Gauguin művei is. A gyűjtemény több fontos darabja állandó jelleggel látható a Bellagio szállodakomplexum díszletei között, de a többi darab is látogatható a nyilvánosság számára Nevada állam művészeti galériájában (Nevada Museum of Art, Renóban), valamint a Wynn Las Vegas szálloda saját galériájában.